# Експеримент Майкельсона — Гейла
Експеримент Майкельсона — Гейла (англ. Michelson — Gale experiment) 1925 року здійснив вимірювання швидкості обертання Землі відносно своєї осі за допомогою оптичних інтерферометрів Майкельсона.

## Історія
У 1904 році Майкельсон описав теоретично модель вимірювання відносного зміщення фази для інтерферометра, що обертається (нагадує т.з. ефект Саньяка) та передбачив потенціальні геометричні розміри інтерферометра, що міг виміряти швидкість обертання Землі навколо своєї осі. Довгий час на проведення експерименту не вистачало коштів. Проте після втручання Зільберштейна, який дещо «уточнив» модель обертання Майкельсона, а також особисто виділив свою місячну зарплату професора теоретичної фізики (491,55 долара), фінанси знайшлись (17 000 доларів), і грандіозна споруда (620 × 340 м) була споруджена в Клірінзі (штат Іллінойс). 1924 року Майкельсон, разом з Гейлом провели сотні вимірів відносного зміщення фази інтерферометра.

## Модель Майкельсона для кругового руху променів світла
Розглянемо рух по замкненій траєкторії зі швидкістю {\displaystyle \mathbf {v} }. Циркуляція вектора швидкості по замкненій траєкторії є величина:
{\displaystyle \Gamma =\oint _{L}\mathbf {v} \cdot \,d\mathbf {l} }.
Знаючи довжину траєкторії {\displaystyle L}, ми можемо визначити швидкість матеріального тіла як:
{\displaystyle \mathbf {v} ={\frac {1}{L}}\oint _{L}\mathbf {v} \cdot \,d\mathbf {l} }.
Різниця часу для двох променів світла, що рухаються назустріч один одному буде:
{\displaystyle T={\frac {L}{c-v}}-{\frac {L}{c+v}}={\frac {2Lv}{c^{2}(1-v^{2}/c^{2})}}\approx {\frac {2Lv}{c^{2}}}},
де враховано, що {\displaystyle c\gg v}. Підставляючи в дану формулу значення швидкості матеріального тіла {\displaystyle \mathbf {v} }, знаходимо:
{\displaystyle T={\frac {2}{c^{2}}}\oint _{L}\mathbf {v} \cdot \,d\mathbf {l} ={\frac {2v_{0}}{c^{2}}}\oint _{C}(\cos \phi -{\frac {y}{R}}\sin \phi )\cdot \,dx},
де враховано {\displaystyle v=v_{0}\sin \phi }. Перший інтеграл буде рівний нулю, а другий — рівний площі замкненого контуру:
{\displaystyle S=\int _{L_{1}}^{}y,dx}.
Таким чином, остаточний результат для різниці часу буде:
{\displaystyle T={\frac {2v_{0}S}{c^{2}R}}\sin \phi }.
Відносне зміщення фази для світлових променів буде:
{\displaystyle \xi ={\frac {T}{\tau }}={\frac {2v_{0}S}{c\lambda R}}\sin \phi },
де {\displaystyle \tau =\lambda /c}. Для широти {\displaystyle \phi =45^{o}}, {\displaystyle \sin \phi =1/{\sqrt {2}}}, {\displaystyle v_{0}/R=2\pi /T}, {\displaystyle c=3\cdot 10^{8}} та {\displaystyle \lambda =5\cdot 10^{-7}} отримаємо наступну оцінку для відносного зміщення фази:
{\displaystyle \xi =7\cdot 10^{-7}S}.
Для площі {\displaystyle S=1km^{2}=10^{6}m^{2}} ми будемо мати {\displaystyle \xi =0.7}, яке можна виміряти експериментально у вигляді зміщення інтерференційних смуг.

## Експериментальні результати
Оскільки зробити інтерферометр у вигляді кільця з радіусом Землі практично неможливо, тому замкнену інтерференційну схему робили на обмеженій площі з двома шляхами для променів світла. Звідси збільшення в 2 — рази значення відносного зміщення фази:
{\displaystyle \xi ={\frac {4\omega _{0}S}{c\lambda }}\sin \phi },
де {\displaystyle \omega _{0}=v_{0}/R} — кутова частота обертання Землі навколо своєї осі (вортекс Землі). Як джерело світла використовувалася 20-амперна дуга змінного струму. Довжина хвилі світла (середня) була {\displaystyle \lambda =(5.7\pm 0.005)\cdot 10^{-7}} м, тиск повітря в трубах був {\displaystyle P_{\text{air}}=13-25} мм рт.ст. при такому тиску якість концентричних кілець інтерференційної картини була стабільна в часі та досить контрастна. 12-дюймові водогінні труби були покладені прямо і на одному рівні по периметру (620 × 340 м), з дублюванням лінії поперек одного кінця. Цей додатковий інтерферометр був необхідний для установки «0»-го зсуву. Він виконував роль «незміщеного» взірця, відносно якого і вимірювався зсув інтерференційних смуг.
Зсув інтерференційних смуг за рахунок обертання Землі спостерігався незалежними спостерігачами, а не тільки експериментаторами (для об'єктивності!), з повним пере регулюванням дзеркал інтерферометрів. Відхилення усереднювались в серіях по 20 вимірів. Було виконано 269 серій експериментів. Відносне зміщення фази променів становило середнє значення 0,230 ± 0,005, а обчислене значення — 0,236 ± 0,002.

## Чи можливий глобальний інтерферометр Майкельсона?
Так, в свій час Майкельсон мріяв про створення глобального інтерферометра. Проте, чи можлива його реалізація на практиці? На це некоректне запитання існує некоректна відповідь: і так, і ні. Дійсно, використавши тривіальне обмеження для відносного фазового зсуву:
{\displaystyle \xi ={\frac {4\omega _{0}S}{c\lambda }}\sin \phi =1},
при {\displaystyle S=\pi R^{2}} та {\displaystyle \phi =\pi /2} ми знаходимо довжину хвилі:
{\displaystyle \lambda _{R}=4{\frac {\omega _{0}R^{2}}{c}}\approx 40}м, звідки випливає, що реалізація можлива тільки на радіохвилях, а на світлових хвилях — ні. Ба більше, можна порівняти радіус Землі та довжину світлової хвилі:
{\displaystyle {\frac {R}{\lambda }}={\frac {6.378\cdot 10^{6}}{5.7\cdot 10^{-7}}}\approx 1.12\cdot 10^{13}},
звідки також видно, що забезпечити виконання когерентності для такого числа хвиль є практично неможлива задача на сьогодні.